# 1040
1040 (MXL) je bilo prestopno leto, ki se je po julijanskem koledarju začelo na torek.

## Dogodki
- 23. maj - Bitka pri Dandanakanu: Seldžuki premagajo Gazvanide. Ker so Seldžuki redno vpadali v Gazvanidski imperij,  se je gazvanidski sultan Masud odločil, da jih porazi v odločilni bitki. Seldžuki so porazili skoraj dvakrat številčnejšo gazvanidsko vojsko z mobilno taktiko nenadnih napadov in umikov. V naslednjih letih so postopoma osvajali Gazvanidski imperij, ki se je skrčil na današnji Afganistan.
- Danski kralj Hartaknut doda po smrti angleškega kralja in brata Harolda I. danski kroni še angleško.
- Macbeth se okrona za škotskega kralja.
- Mesto Freising [1] na Bavarskem podeli opatiji Weihenstephan dovolilo za varjenje piva. Pivovarna v opatiji Weihenstephan, ki je bila sicer po Napolonovih reformah leta 1803 sekularizirana, je najstarejša pivovarna, ki deluje še danes.
- Češki vojvoda Bržetislav I. se po invaziji na Poljsko zaplete v kratko vojno z rimsko-nemškim cesarjem Henrikom III.. Prvo leto so Čehi uspešni. 1041 ↔

## Rojstva
Neznan datum
- Abbad III., seviljski muslimanski kralj († 1095)
- Adelajda Ogrska, češka vojvodinja žena († 1062)
- Alfonz VI., kralj Kastilije in Leona († 1109)
- Godfrej III., anžujski grof († 1096)
- Gerard Thom, ustanovitelj hospitalcev († 1120)
- Ivo iz Chartesa, francoski cerkveni pravnik († 1116)
- Jetsun Milarepa, tibetanski budistični jogi († 1123)
- Ladislav I., ogrski kralj († 1095)
- Raši, francoski rabin († 1105)
- Vilijem IV., toulouški grof († 1094)

## Smrti
- 17. marec - Harold I., angleški kralj (* 1015)
- 23. maj - Masud Ghazni, gaznavidski sultan
- 14. avgust - Duncan I., škotski kralj (* ok. 1001)

Neznan datum
- Evdokija Makrembolitissa, bizantinska regentka, soproga cesarjev Konstantina X. Dukasa in Romana IV. Diogena (* 1021)